# Le Regard des princes à minuit
 (juin 2015).
Si vous disposez d'ouvrages ou d'articles de référence ou si vous connaissez des sites web de qualité traitant du thème abordé ici, merci de compléter l'article en donnant les références utiles à sa vérifiabilité et en les liant à la section « Notes et références ».
 (signalé en juin 2025).
Si vous disposez d'ouvrages ou d'articles de référence ou si vous connaissez des sites web de qualité traitant du thème abordé ici, merci de compléter l'article en donnant les références utiles à sa vérifiabilité et en les liant à la section « Notes et références ».
- Archive Wikiwix
- Bing
- Cairn
- DuckDuckGo
- E. Universalis
- Gallica
- Google
- G. Books
- G. News
- G. Scholar
- Persée
- Qwant
- (zh) Baidu
- (ru) Yandex
- (wd) trouver des œuvres sur Wikidata

Le Regard des princes à minuit est un roman pour la jeunesse d'Erik L'Homme paru en mars 2014. Son chapitrage est assez particulier, puisque c'est un assemblage de courtes histoires indépendantes mais toutes liées par un même fil rouge : une quête de liberté. L’œuvre dégage des idées générales notamment sur la jeunesse, la résistance, le numérique. 